# 15107 Топпервейн
15107 Топпервейн (15107 Toepperwein) — астероїд головного поясу, відкритий 2 лютого 2000 року.
Тіссеранів параметр щодо Юпітера — 3,586.